# Псоу (платформа)
Псо́у (абх. Ԥсоу) — платформа Абхазской железной дороги на участке Псоу — Сухум в посёлке Гячрыпш Гагрского района Абхазии.

## Краткая характеристика
Расположена в пограничной зоне, на электрифицированном участке Псоу — Сухум Абхазской железной дороги. Является пограничной платформой на границе с Россией у моста через одноимённую реку.
Таможеный и пограничный контроль осуществляется на станциях Цандрыпш и Весёлое.
На начало августа 2017 года все пассажирские поезда следуют через о. п. Псоу без остановки. От станции отходят однопутные электрифицированные участки на Весёлое и Цандрыпш.

## История
Сооружена в 1992 году после провозглашения Абхазией независимости. Первоначально была низкой платформой, но в 1998 году рядом была сооружена высокая, которая используется в настоящее время.
Интересна тем, что по состоянию на 2003 год на ней находились торговые точки.